# Шаляпин, Фёдор Фёдорович
Фёдор Фёдорович Шаляпин (за пределами России известен как Фёдор Шаляпин-младший, англ. Feodor Chaliapin, Jr., 23 сентября (6 октября) 1905 — 17 сентября 1992) — американский и итальянский актёр, сын русского оперного певца Фёдора Шаляпина. Добился успехов в актёрской карьере как в Европе, так и в США.

## Биография
Фёдор Фёдорович Шаляпин родился в Москве в семье оперного певца-баса Фёдора Шаляпина и его первой супруги, молодой итальянской примы-балерины Иолы Торнаги. Помимо него от этого брака у Шаляпина было ещё пятеро детей, а младшие Фёдор и Татьяна были близнецами. Фёдор получил отличное образование в Москве, владел тремя языками, а после Октябрьской революции оставил семью и в 1923 году перебрался к отцу в Париж. Брат Борис стал известным художником.
Вскоре, устав жить в тени своего прославленного отца, он покинул Францию и отправился в Голливуд, где началась его актёрская карьера. Там он ещё застал немое кино. Однако главных ролей ему не доставалось. Наступление эры звукового кино также не принесло Шаляпину большой известности. После Второй мировой войны он переехал в Рим, где продолжил актёрскую карьеру, исполнив множество характерных ролей в 1950—1970-х годах. В 1972 году появился в фильме Федерико Феллини «Рим», где исполнил небольшую роль актёра, играющего Юлия Цезаря.
В 1960 году он впервые за многие годы встретился с матерью, которая во времена хрущёвской оттепели эмигрировала к нему в Рим. Из всех ценностей и произведений искусства, принадлежавших её бывшему мужу, Иоле Торнаги удалось вывезти с собой из Москвы лишь фотоальбомы Шаляпина. В 1984 году Шаляпин-младший добился перезахоронения отца, прах которого всё это время покоился в Париже, на Новодевичьем кладбище в Москве.
Успеха и признания в кино он добился, будучи уже в преклонном возрасте, когда в 1986 году исполнил роль Хорхе Бургосского в фильме «Имя розы» с Шоном Коннери в главной роли. Другой его запоминающейся ролью стал старый итальянец, дед героини Шер в фильме «Власть луны» в 1987 году. Затем он появился ещё в ряде кинокартин, таких как «Собор» (1989) и «Стэнли и Айрис» (1990), а свою последнюю заметную роль сыграл в картине «Ближний круг» (1991), повествующей о сталинском периоде истории СССР.
Фёдор Шаляпин-младший умер в сентябре 1992 года в своём доме в Риме в возрасте 86 лет.

## Фильмография
| Год  |     | Русское название                   | Оригинальное название              | Роль                               |
| ---- | --- | ---------------------------------- | ---------------------------------- | ---------------------------------- |
| 1926 | ф   | В её королевство                   | Into Her Kingdom                   | русский офицер                     |
| 1928 | ф   | Волга-Волга                        | Wolga Wolga                        | н/д                                |
| 1929 | ф   | Корабль потерянных душ             | Das Schiff der verlorenen Menschen | Ник                                |
| 1937 | ф   | Шпион с моноклем                   | Lancer Spy                         | монах                              |
| 1939 | ф   | Экспресс изгнания                  | Exile Express                      | Kaйшевский                         |
| 1939 | ф   | Балалайка                          | Balalaika                          | солдат                             |
| 1941 | ф   | Моя жизнь с Кэролайн               | My Life with Caroline              | лётчик                             |
| 1942 | ф   | Закон Джунглей                     | Law of the Jungle                  | Белтс                              |
| 1943 | ф   | Миссия в Москву                    | Mission to Moscow                  | бригадир                           |
| 1943 | ф   | По ком звонит колокол              | For Whom the Bell Tolls            | Kaшкин                             |
| 1943 | ф   | Седьмая жертва                     | The Seventh Victim                 | Лео                                |
| 1943 | ф   | Три русские девушки                | Three Russian Girls                | Tёркин                             |
| 1944 | ф   | Песнь о России                     | Song of Russia                     | Максим                             |
| 1944 | ф   | Потерянные в гареме                | Lost in a Harem                    | скрипач                            |
| 1945 | ф   | Королевский скандал                | A Royal Scandal                    | лакей                              |
| 1945 | кор | —                                  | The Seesaw and the Shoes           | эпизодическая роль                 |
| 1945 | ф   | Безумства Зигфелда                 | Ziegfeld Follies                   | лейтенант                          |
| 1948 | ф   | Триумфальная арка                  | Arch of Triumph                    | начальник Шехерезады               |
| 1959 | ф   | Царь Ирод Великий                  | Erode il grande                    | н/д                                |
| 1959 | ф   | Бурлаки на Волге                   | I battellieri del Volga            | Борис Фомич                        |
| 1960 | ф   | Казаки                             | I cosacchi                         | Хасан                              |
| 1960 | ф   | —                                  | Les nuits de Raspoutine            | Папа Римский                       |
| 1961 | ф   | Франциск Ассизский                 | Francis of Assisi                  | кардинал Савелли                   |
| 1962 | ф   | Содом и Гоморра                    | Sodoma E Gomora                    | Aлабиас                            |
| 1962 | ф   | Имперская Венера                   | Venere imperiale                   | мaэстро на балу                    |
| 1963 | ф   | Венецианский палач                 | Il boia di Venezia                 | дож Джованни Бембо                 |
| 1963 | ф   | Лев Венеции                        | Il leone di San Marco              | дож                                |
| 1964 | ф   | Буффало Билл – герой Дикого Запада | Buffalo Bill, l’eroe del far west  | Белый Лис                          |
| 1966 | ф   | —                                  | Un gangster venuto da Brooklyn     | Сэм                                |
| 1967 | ф   | —                                  | Ballata da un miliardo             | н/д                                |
| 1967 | ф   | Ниспровергатели                    | I sovversivi                       | н/д                                |
| 1970 | ф   | Пересадка                          | Il trapianto                       | Дон Калоджеро                      |
| 1972 | ф   | Рим                                | Roma                               | актёр, играющий Юлия Цезаря        |
| 1972 | ф   | Сенатор-развратник                 | Nonostante le apparenze            | сенатор Toрселло                   |
| 1972 | ф   | Знаменитая колонна                 | La colonna infame                  | кардинал Федерико                  |
| 1973 | ф   | Мой брат Анастазия                 | Anastasia mio fratello             | Фрэнк Костелло                     |
| 1976 | ф   | Линия реки                         | La linea del fiume                 | Нонно ди Джакомино                 |
| 1979 | ф   | Чёрный бархат                      | Velluto nero                       | Хэл                                |
| 1980 | ф   | Инферно                            | Inferno                            | профессор Aрнольд / доктор Варелли |
| 1986 | ф   | Саломея                            | Salomè                             | посланник                          |
| 1986 | ф   | Имя розы                           | Der Name der Rose                  | Хорхе Бургосский                   |
| 1987 | ф   | Власть луны                        | Moonstruck                         | дедушка Лоретты                    |
| 1988 | ф   | Маска                              | La maschera                        | отец Леонардо                      |
| 1988 | ф   | Катакомбы                          | Catacombs                          | брат Террел                        |
| 1988 | ф   | Азартная игра                      | La partita                         | Федерико                           |
| 1988 | ф   | Собор                              | La chiesa                          | епископ                            |
| 1989 | ф   | Паганини                           | Paganini                           | судья                              |
| 1989 | ф   | Моди                               | Modì                               | Пьер-Огюст Ренуар                  |
| 1989 | с   | Аренда на лето                     | Summer’s Lease                     | князь Toсти-Кастельнуово           |
| 1990 | ф   | Стэнли и Айрис                     | Stanley & Iris                     | Леонидес Кокс                      |
| 1990 | ф   | Королевская шлюха                  | La putain du roi                   | Скалья                             |
| 1991 | ф   | Россини                            | Rossini! Rossini!                  | барон Ротшильд                     |
| 1991 | ф   | Ближний круг                       | The Inner Circle                   | профессор Бартнев                  |
| 1992 | ф   | Макс и Джереми                     | Max & Jeremie                      | Сэм Марберг                        |